# Saint-Sulpice-de-Faleyrens
 Saint-Sulpice-de-Faleyrens  es una población y comuna francesa, situada en la región de Aquitania, departamento de Gironda, en el distrito de Libourne y cantón de Libourne.

## Demografía
| 1180 | 1219 | 1304 | 1625 | 1613 | 1583 |
| Para los censos de 1962 a 1999 la población legal corresponde a la población sin duplicidades (Fuente: INSEE [Consultar]) |      |      |      |      |      |